# Купрово
Купрово — деревня в Можайском районе Московской области в составе Юрловского сельского поселения. Численность постоянного населения по Всероссийской переписи 2010 года — 14 человек. До 2006 года Купрово входило в состав Губинского сельского округа. В деревне находится церковь Воскресения Словущего 1843 года постройки, формально действующая, фактически в полуразрушенном состоянии — всё, что осталось (кроме запущенного бывшего парка) от усадьбы первой половины XIX века Купрово.
Деревня расположена в южной части района, на левом берегу реки Протва, примерно в 23 км к юго-западу от Можайска, высота центра над уровнем моря 208 м. Ближайший населённый пункт — Глуховка в 1,5 км на северо-запад.